# Wietka (rejon soligorski)
Wietka (biał. Ветка; ros. Ветка) – wieś na Białorusi, w obwodzie mińskim, w rejonie soligorskim, w sielsowiecie Akciabr.